# ニュー・フォレスト
ニューフォレスト（New Forest）とは、イングランド、ハンプシャーにある保全地域と国立公園。サウサンプトンはニューフォレストに最も近い都市である。
国立公園内には丘陵が点在し、原生林やヒースの原野のほか、泥炭地の沼沢や小川、古風な町並みや牧草地あるいは農地、自然の海岸線などで景観が形作られた。ハイイロチュウヒの生息地であり、ニューフォレスト・ポニーおよびアカシカ、ノロジカ、キョン、ダマジカとニホンジカの群れが公園内を自由に歩き回っている。　
1079年、ノルマン朝の始祖であるウィリアム1世が、鹿狩りなどを行う狩猟地として設けた。ドゥームズデー・ブックにも、「Nova Foresta」として記載が残されている。1100年、この地で狩猟を行っていたウィリアム2世は、矢に当たって不慮の死をとげた。
現在に至るまで自然が残されており、2005年に国立公園に指定された。また、1993年にラムサール条約登録地となった。

## ギャラリー

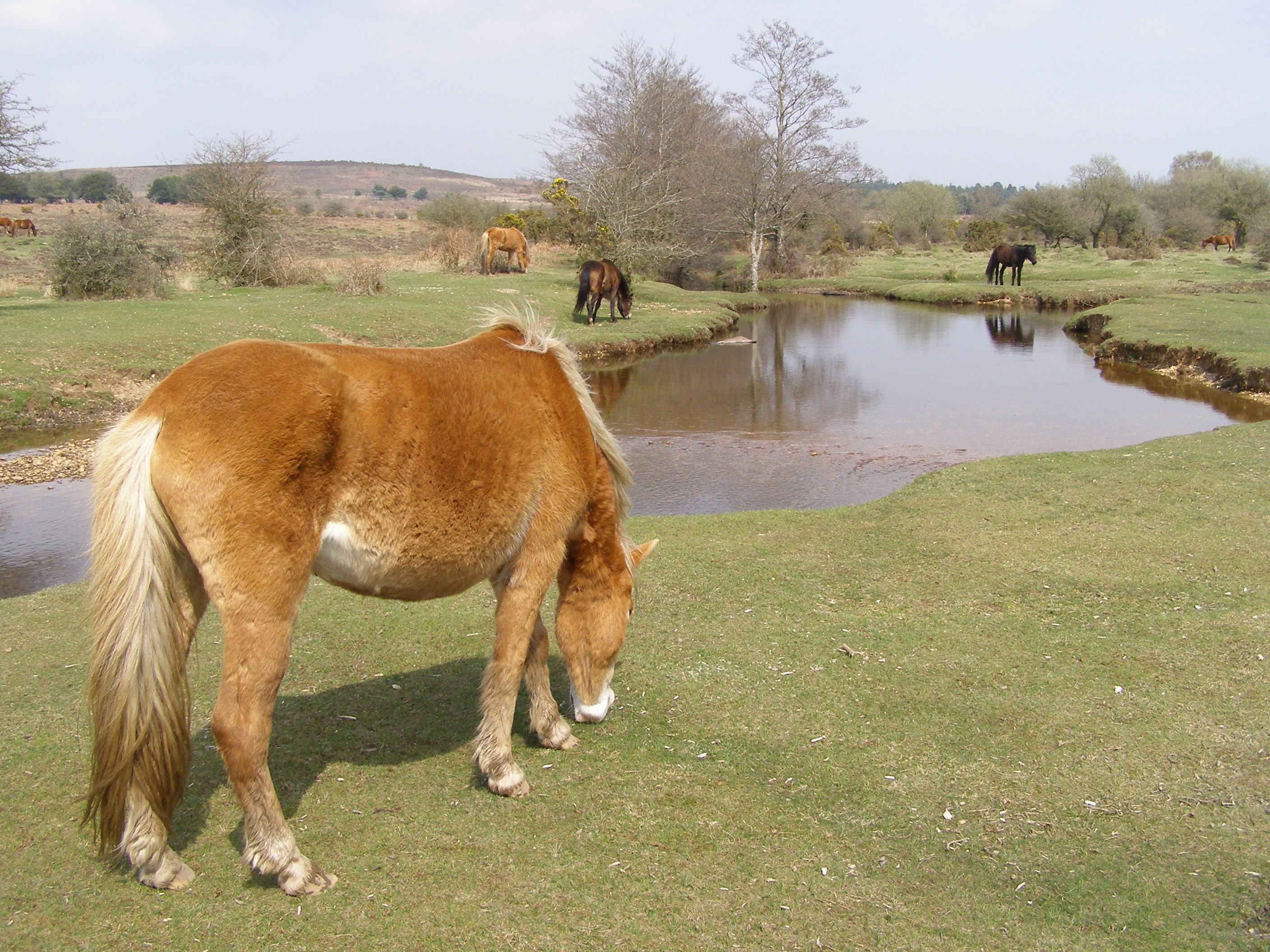
ニューフォレストポニー
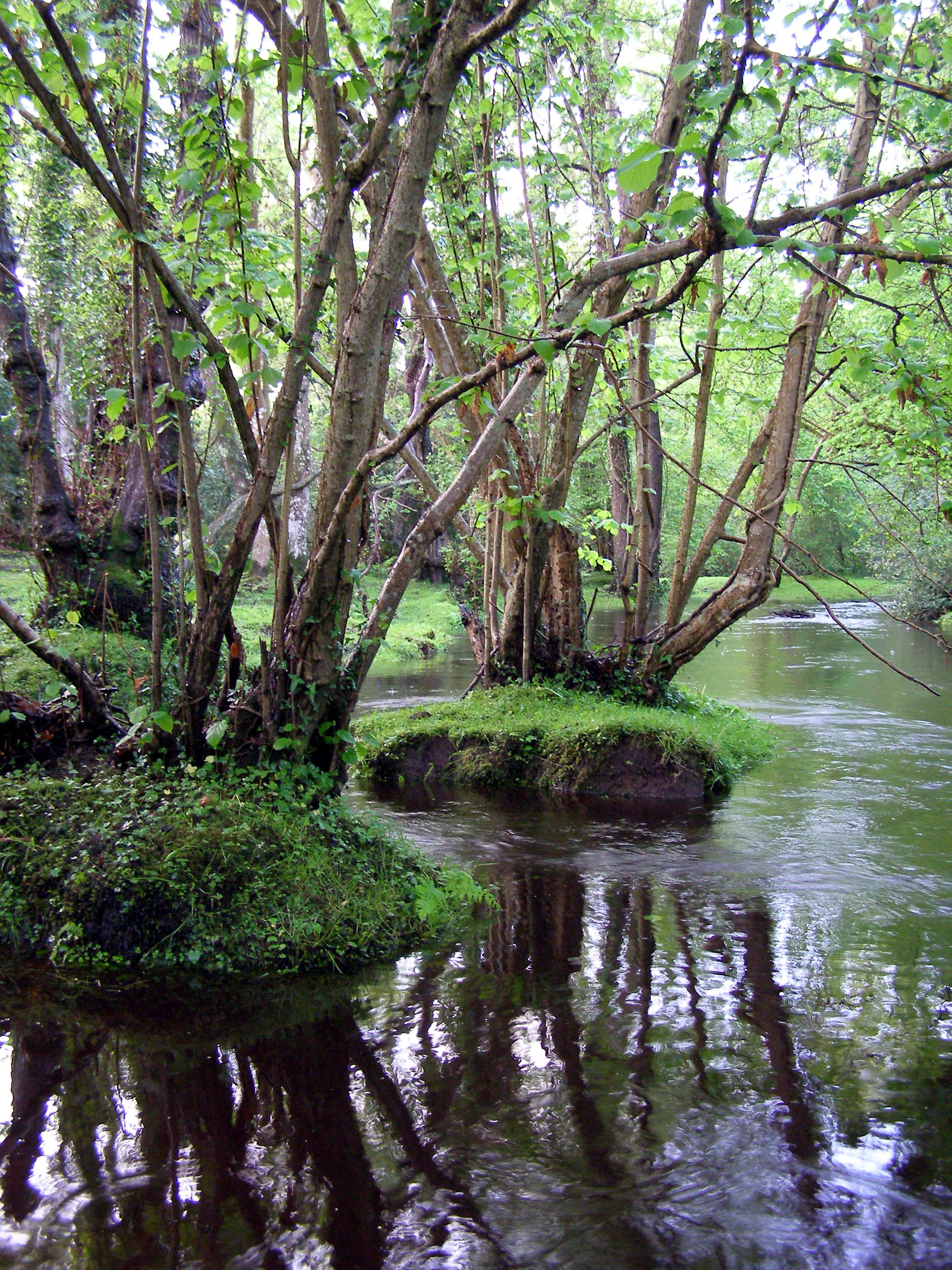
森
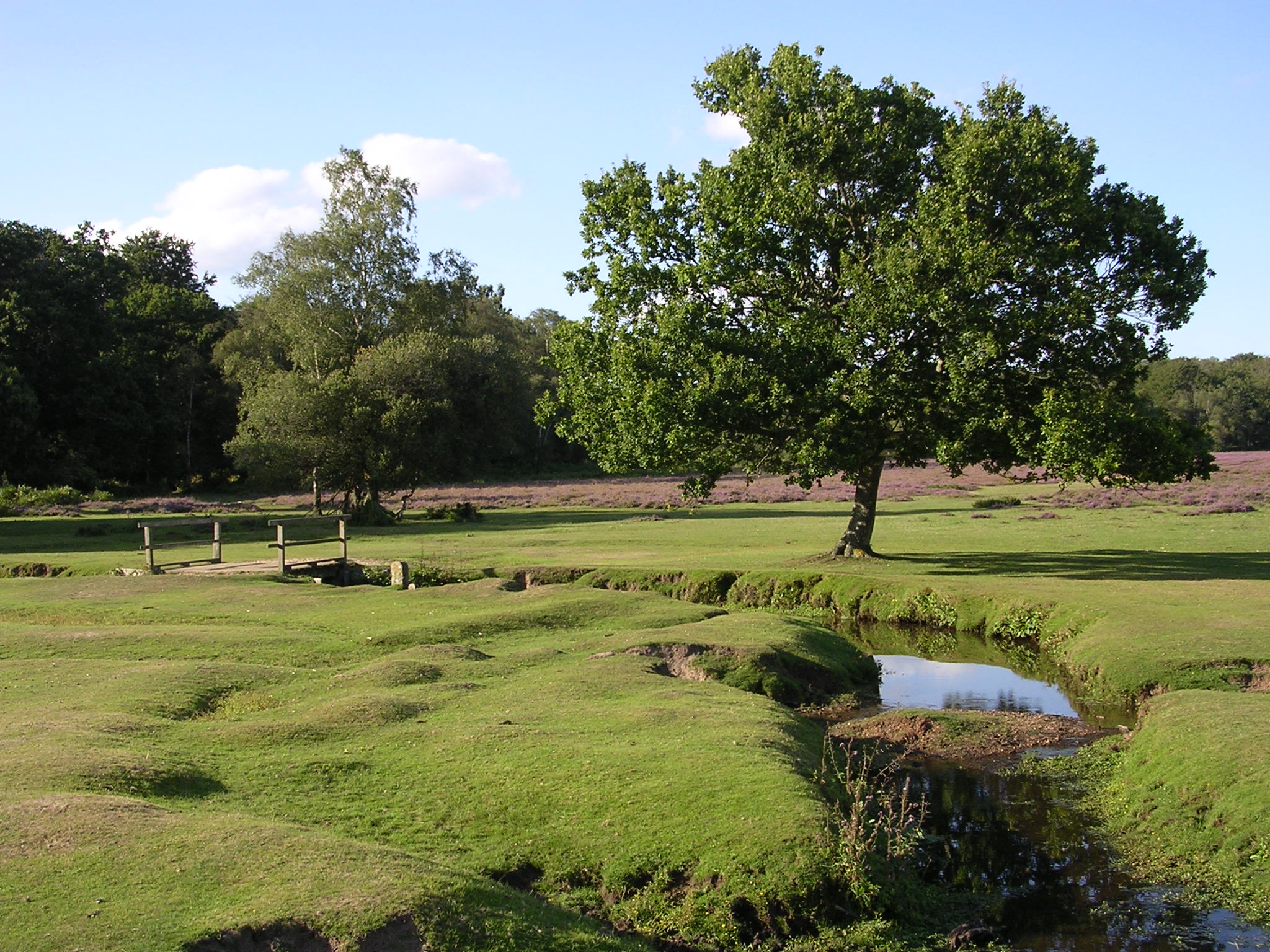
小川